# МПМ (мина)
МПМ (от Малая Прилипающая Мина) — советская малогабаритная объектная мина для поражения небронированных объектов, содержащих металлические детали или компоненты (например: емкостей, трубопроводов, авиатехники, электроразвязок и гидроарматуры и т. п.)

## Конструкция
Состоит из пластмассового корпуса, заряда ВВ, взрывателя замедленного действия ВЗД-3М с запалом МД-2. Никаких элементов неизвлекаемости или самоликвидации в конструкции мины не предусмотрено.

## Тактико-технические характеристики
Тип — объектная фугасная
Корпус — пластмасса (бакелит, фенопласт)
Масса, кг — 0,770
Масса ВВ (тротил, ТГА, МС), кг — около 0,3
Габариты, мм — 150×75×50
Температурный диапазон применения, град — −30 °C / +50 °C.